# Lubuk Sanai III
Lubuk Sanai III is een bestuurslaag in het regentschap Muko-Muko van de provincie Bengkulu, Indonesië. Lubuk Sanai III telt 897 inwoners (volkstelling 2010).